# Музей авиации Латцен-Ганновер
Музей Авиации Латцен-Ганновер (нем. Luftfahrt-Museum Laatzen-Hannover) находится в немецком городе Латцен (Нижняя Саксония) и  посвящён Истории авиации. На площади 3.500 м² представлено 38 самолетов и 800 моделей самолетов .

## Экспонаты
В музее представлены экспонаты как гражданской, так и военной авицации. Некоторые из экспонатов:
- Ан-2
- Focke-Wulf Fw 190
- Fokker Dr.I
- Як-18
- Klemm L 25 D
- Lockheed F-104
- Мессершмитт Bf.109
- МиГ-15
- МиГ-21
- Nieuport 17
- Spirit of St. Louis
- Sopwith Camel
- Supermarine Spitfire

## Фотографии

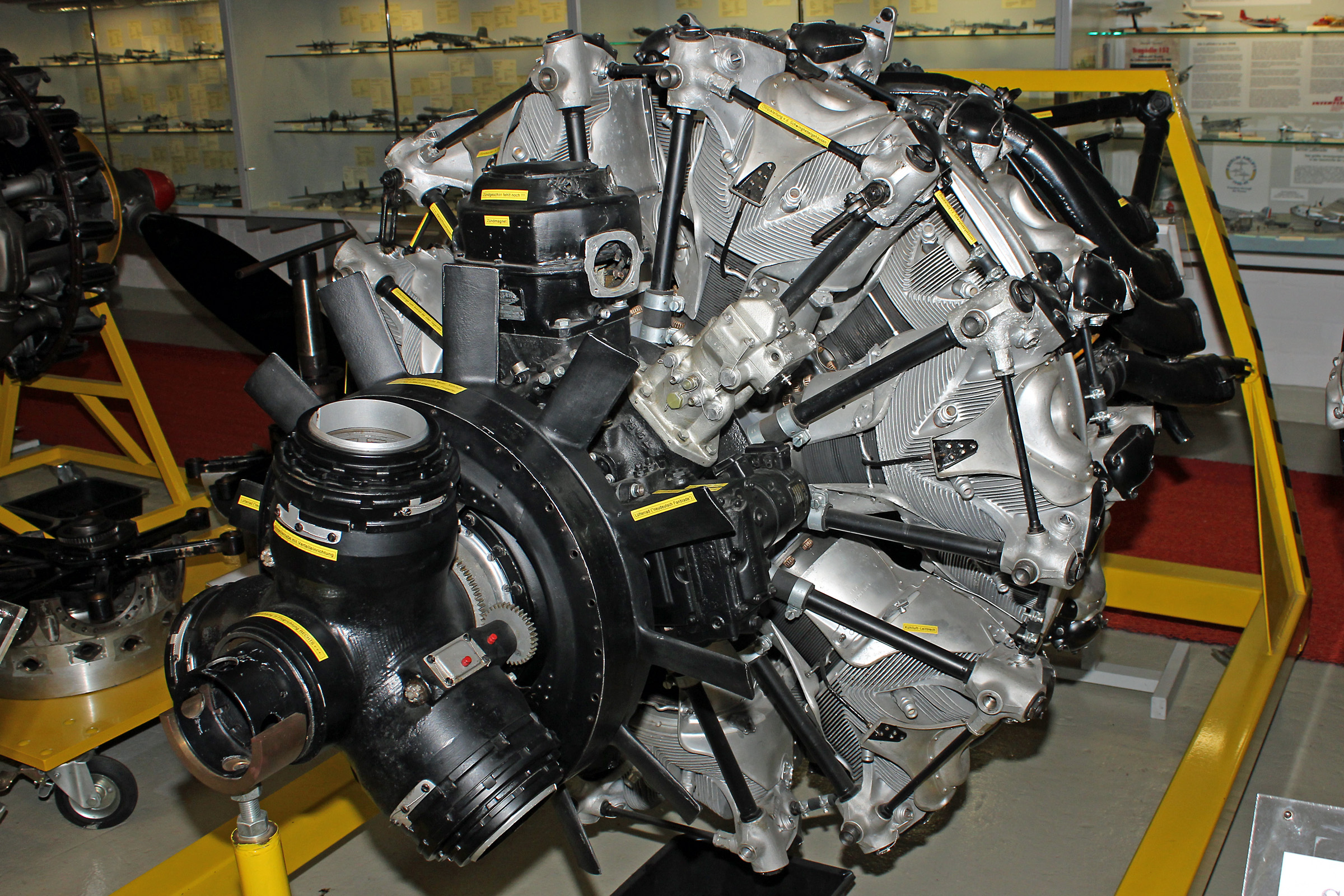
Двигатель BMW 801
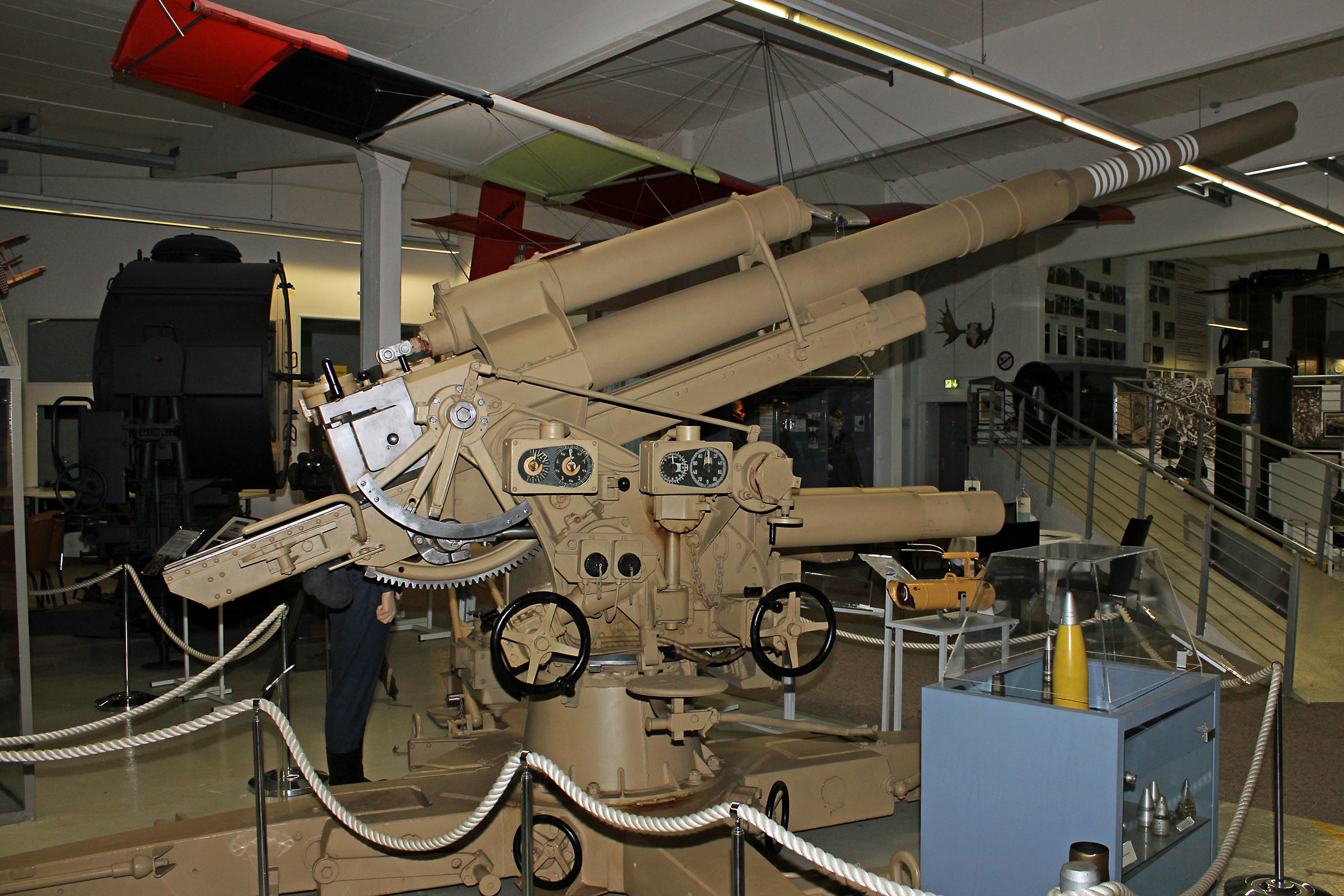
8,8-cm-FlaK 18/36/37
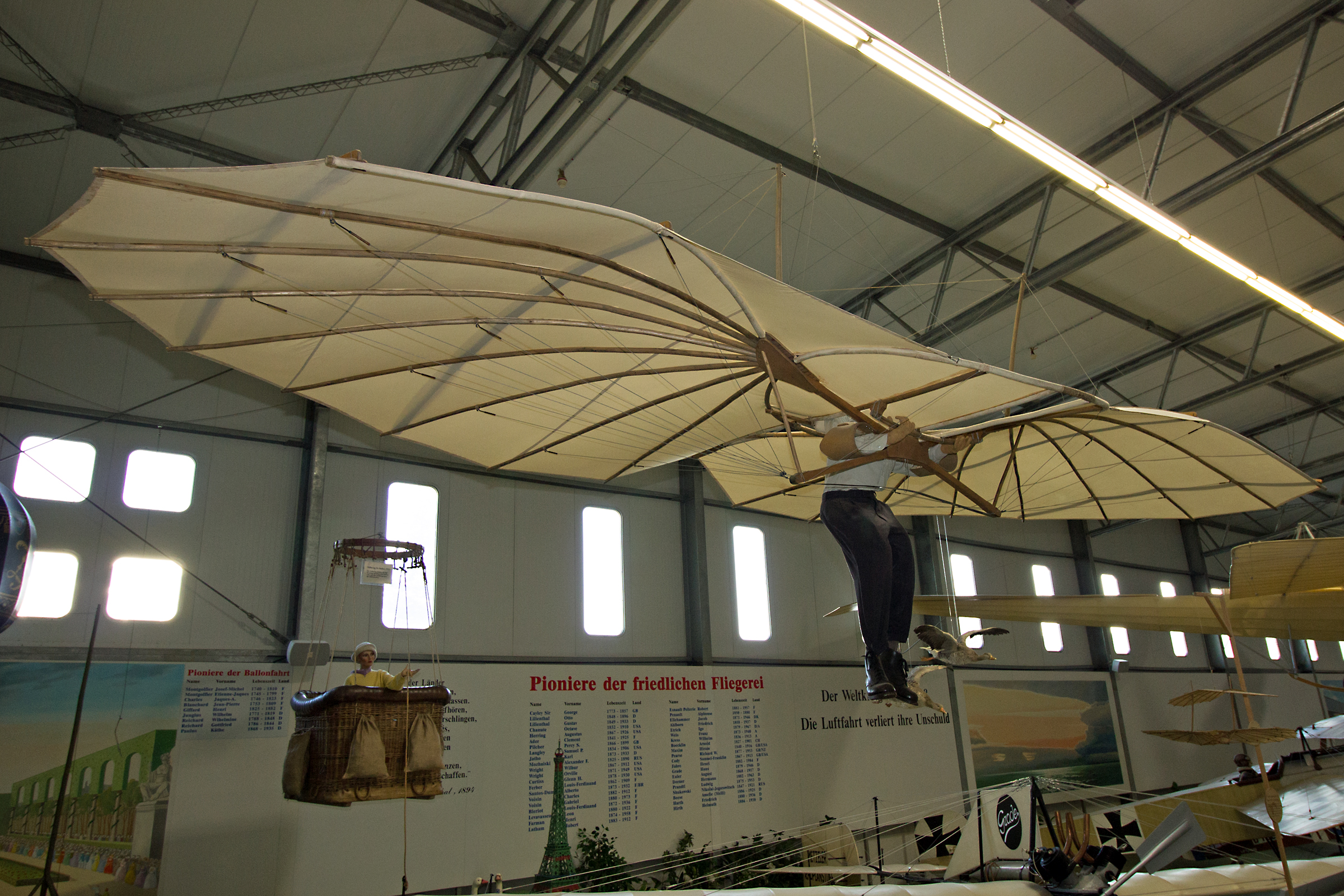
Летательный аппарат
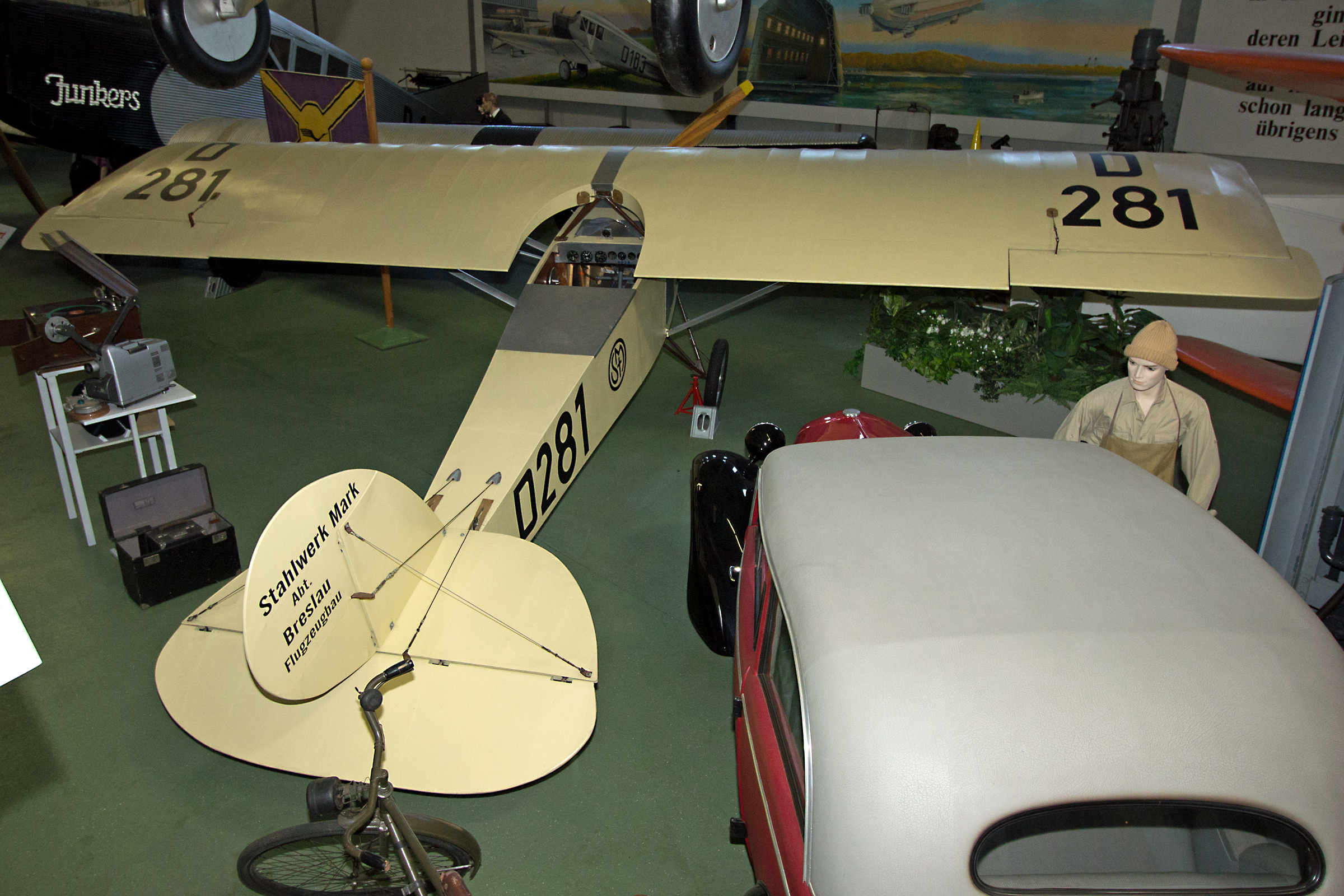
Копия Rieseler R III/22